# سماهت سیویم ارسل
سماهت سیویم ارسل (انگلیسی: Semahat Sevim Arsel; ۱۹۲۸ (۹۶–۹۷ سال) –) سرمایه‌دار اهل ترکیه است، که از سهامداران اصلی شرکت کوچ هولدینگ بشمار می‌آید. وی دختر ارشد بنیانگذار این شرکت؛ وهبی کوچ می‌باشد.